# Leopold Lindtberg

Leopold Lindtberg mit Ullrich Haupt und Peter Frankenfeld, Hauptproben zur Uraufführung des Stücks Biografie: Ein Spiel von Max Frisch, Schauspielhaus Zürich, Foto: Josef Schmid, Comet Photo, Bildarchiv der ETH-Bibliothek, Zürich, 1968

Leopold Lindtberg; eigentlich Leopold Lemberger, nach anderen Quellen Lamberger (* 1. Juni 1902 in Wien; † 18. April 1984 in Sils Maria) war ein österreichisch-schweizerischer Schauspieler, Theater- und Filmregisseur sowie Opernregisseur. Nach der Machtübernahme der Nationalsozialisten emigrierte er in die Schweiz. Er zählt zu den wichtigsten Regisseuren des Schauspielhauses Zürich und des Schweizer Films der 1930er und 40er Jahre.

## Leben

Leopold Lindtberg im Gespräch mit Friedrich Dürrenmatt, Proben zu Der Meteor, Schauspielhaus Zürich, Foto: Jack Metzger, Comet Photo, Bildarchiv der ETH Zürich, 1966

Dies.

Leopold Lindtberg wurde als Sohn des jüdischen Kaufmanns Heinrich Lemberger und dessen Gattin Adele geb. Pollak in Wien geboren. An der Universität seiner Heimatstadt studierte er Germanistik, Theaterwissenschaft sowie Kunstgeschichte und nahm parallel dazu Schauspielunterricht am Wiener Konservatorium. 1922 debütierte er als Schauspieler am Berliner „dramatischen Theater“. 1926 führte er erstmals Regie (Theater Bielefeld) und war danach in Berlin bei Erwin Piscator und am Düsseldorfer Schauspielhaus bei Walter Bruno Iltz tätig. Mit der Regie im Kurzfilm Wenn zwei sich streiten (1932) kam er erstmals mit dem Tonfilm in Berührung.
Nach der nationalsozialistischen Machtergreifung emigrierte er über Paris, Warschau und Tel Aviv 1933 in die Schweiz, in der er 1951 eingebürgert wurde. 1933 bis 1948 war er Regisseur am Schauspielhaus Zürich, danach ständiger Gastregisseur und Ehrenmitglied des Wiener Burgtheaters, 1963/64 Professor am Reinhardt-Seminar, 1963 bis 1965 Leiter der Filmschule an der Akademie für Musik und darstellende Kunst in Wien, 1965 bis 1968 Direktor des Schauspielhauses Zürich.

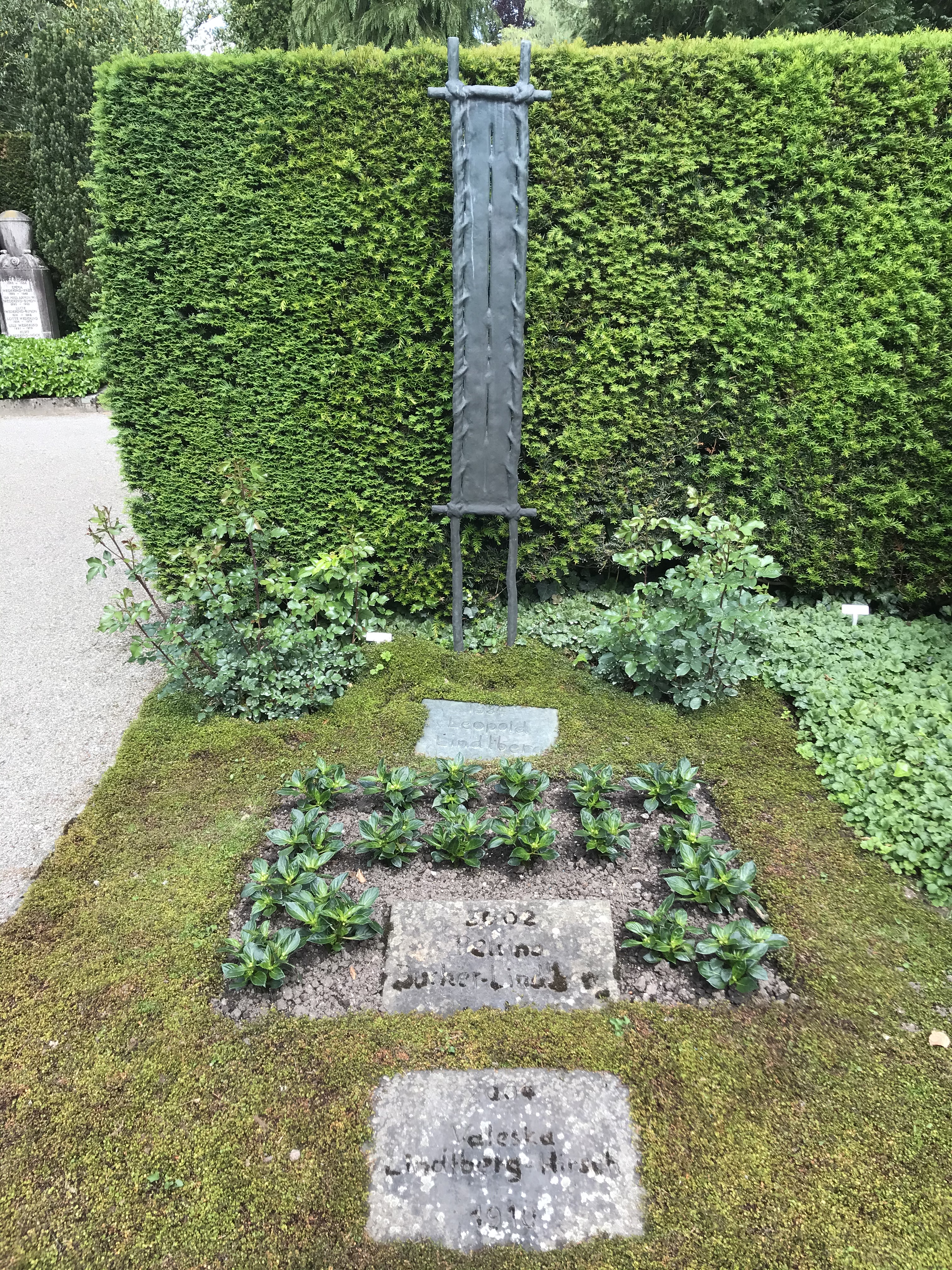
Familiengrabstätte von Leopold, seiner Frau Valeska Lindtberg und der Tochter Bettina Lindtberg, Friedhof Enzenbühl, Zürich

1935 engagierte ihn der ebenfalls aus Österreich stammende Lazar Wechsler als Regisseur für seine neu gegründete Praesens-Film – einer der ersten, die größte und einzige bedeutsame Schweizer Filmproduktionsgesellschaft der nächsten 20 Jahre. Lindtbergs erste Inszenierung war Jä-soo! (1935). Mit der Verfilmung der Novelle Die missbrauchten Liebesbriefe (1940) von Gottfried Keller gewann er 1940 auf den Internationalen Filmfestspielen von Venedig den Coppa Mussolini. In mehreren Schweizer Filmen, die zu Klassikern wurden, führte er Regie, so in Füsilier Wipf (1938), Wachtmeister Studer (1939), Landammann Stauffacher (1941) und Marie-Louise (1944). In seinem wichtigsten Film Die letzte Chance (1945) setzte er sich kritisch mit der Schweizer Flüchtlingspolitik auseinander. 1951 wurde er Schweizer.

## Privatleben
Lindtberg war seit 1941 mit der Pianistin Valeska Hirsch (1910–2004) verheiratet, die u. a. im Kabarett Die Pfeffermühle wirkte. Seine beiden Töchter heißen Susanne (* 1941) und Bettina Myriam (* 21. März 1946 Zürich; † 2. Juli 2002 ebenda). Letztere wurde ebenfalls Schauspielerin.
Die Familiengrabstätte Lindtberg befindet sich auf dem Friedhof Enzenbühl (FG 81140) in Zürich.

## Uraufführungen am Schauspielhaus Zürich
- 1934: Professor Mannheim, eigentlich Professor Mamlock von Friedrich Wolf, deutschsprachige Erstaufführung 8. November 1934
- 1936: Arthur Aronymus und seine Väter von Else Lasker-Schüler, 19. Dezember 1936
- 1938: Bellman von Carl Zuckmayer, 17. November 1938
- 1938: Jedermann von Walter Lesch, 3. Dezember 1938
- 1941: Mutter Courage und ihre Kinder von Bertolt Brecht, 19. April 1941
- 1944: Zweimal Amphitryon von Georg Kaiser, 29. April 1944
- 1955: Requiem für eine Nonne von William Faulkner, 9. Oktober 1955
- 1957: Alkestiade von Thornton Wilder, deutschsprachige Erstaufführung, zusammen mit Die beschwipsten Schwestern, 27. Juni 1957
- 1966: Der Meteor von Friedrich Dürrenmatt, 20. Januar 1966
- 1967: Der Kranichtanz von Carl Zuckmayer, 8. Januar 1967 ·
- 1968: Biografie: Ein Spiel von Max Frisch, 1. Februar 1968

## Filmografie (Kinofilme komplett)

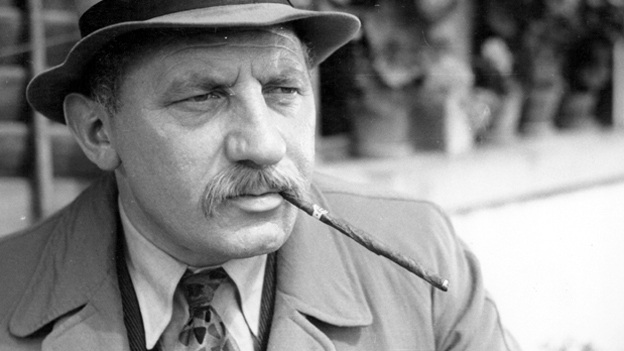
Heinrich Gretler als Wachtmeister Studer im gleichnamigen Film aus dem Jahre 1939, Foto: Emil Berna, Praesens-Film

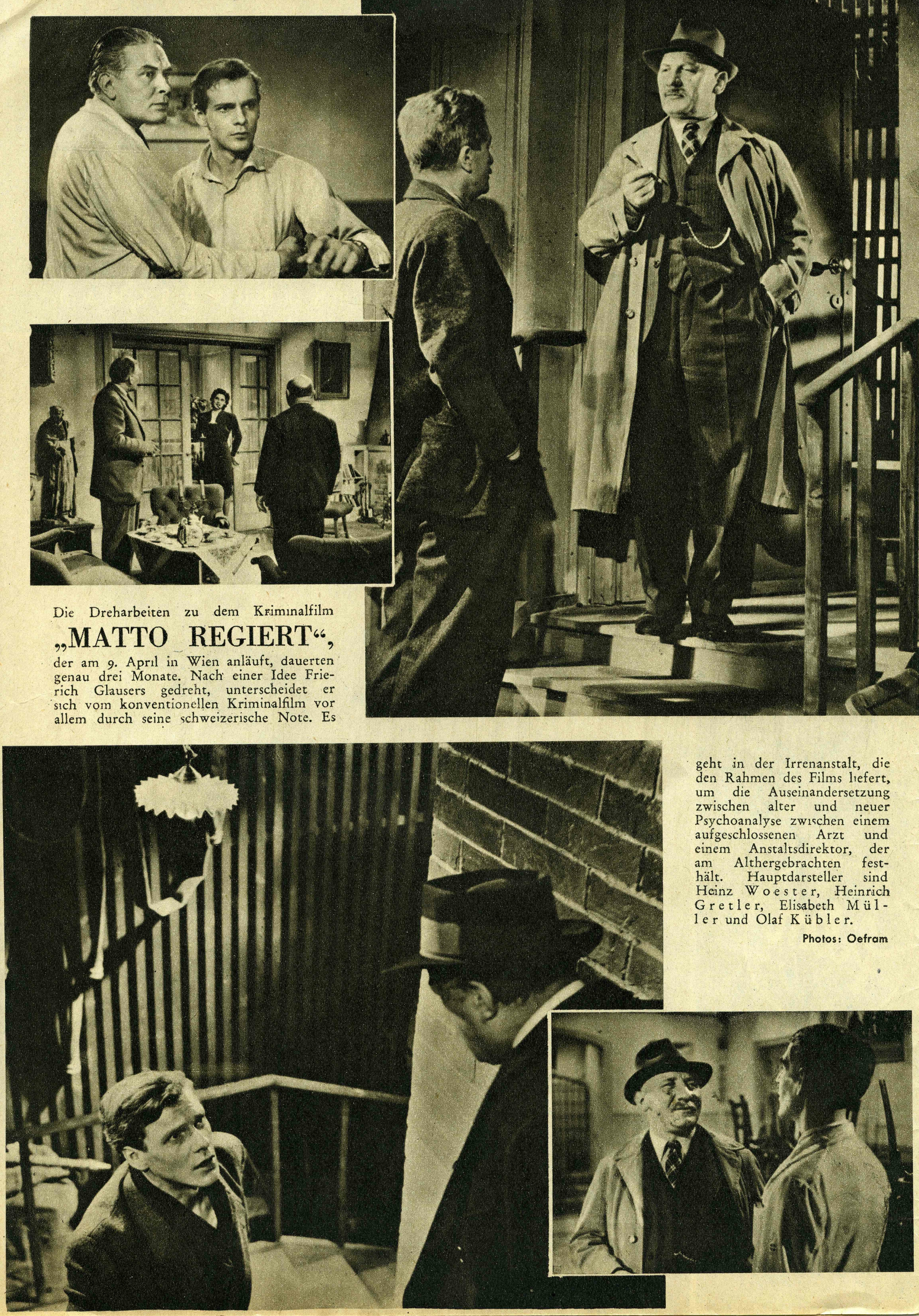
Filmzeitschrift Mein Film mit dem Bildbericht zur Premiere von Matto regiert in Wien, 1948

- 1932: Wenn zwei sich streiten (Kurzfilm)
- 1935: Jä-soo!
- 1938: Füsilier Wipf
- 1939: Kriminalkommissar Studer (Wachtmeister Studer)
- 1939: Der schönste Tag meines Lebens (Kurzdokumentarfilm)
- 1940: Die missbrauchten Liebesbriefe
- 1941: Landammann Stauffacher
- 1942: Der Schuss von der Kanzel
- 1944: Marie-Louise
- 1945: Die letzte Chance
- 1947: § 51 – Seelenarzt Dr. Laduner (Matto regiert)
- 1949: Swiss Tour
- 1950: Die Vier im Jeep
- 1953: Sie fanden eine Heimat (Unser Dorf)
- 1958: Vorposten der Zivilisation (Kurzdokumentarfilm)
- 1964: Nathan der Weise
- 1966: Der Meteor

## Auszeichnungen
- 1941 Coppa Mussolini für Die missbrauchten Liebesbriefe
- 1946 Golden Globe für Die letzte Chance
- 1946 Internationale Filmfestspiele von Cannes 1946: Grand Prix und Internationaler Friedenspreis für Die letzte Chance
- 1951 Goldener Bär auf der Berlinale 1951 für Vier in einem Jeep
- 1953 Bronzener Bär für Unser Dorf auf der Berlinale 1953
- 1953 Silberlorbeer des David O. Selznick-Preises für Unser Dorf
- 1956 Josef-Kainz-Medaille
- 1958 Mitglied der Berliner Akademie der schönen Künste
- 1958 Preis der Stadt Zürich für Unser Dorf
- 1959 Filmpreis der Stadt Zürich für Vorposten der Menschheit
- 1959 Ernennung zum Professor durch den Bundespräsidenten der Republik Österreich
- 1961 Goldene Nadel des Schauspielhauses Zürich
- 1966 Grillparzer-Ring
- 1969 Hans Reinhart-Ring
- 1974 Ehrenmitglied des Burgtheaters
- 1976 Nestroy-Ring
- 1982 Raimund-Ring